# D'Udekem d'Acoz

Grande stemma del Casato d'Udekem d'Acoz

Il Casato d'Udekem d'Acoz è una famiglia aristocratica belga della storica regione brabantina. Grazie al matrimonio tra Mathilde, membro della Casata, e re Filippo del Belgio, la famiglia si è imparentata con la Casa Reale belga.

## Storia

### Origine
L'origine della famiglia Udekem risale al tardo Medioevo, con il primo membro che morì nel 1472.

### XVIII secolo

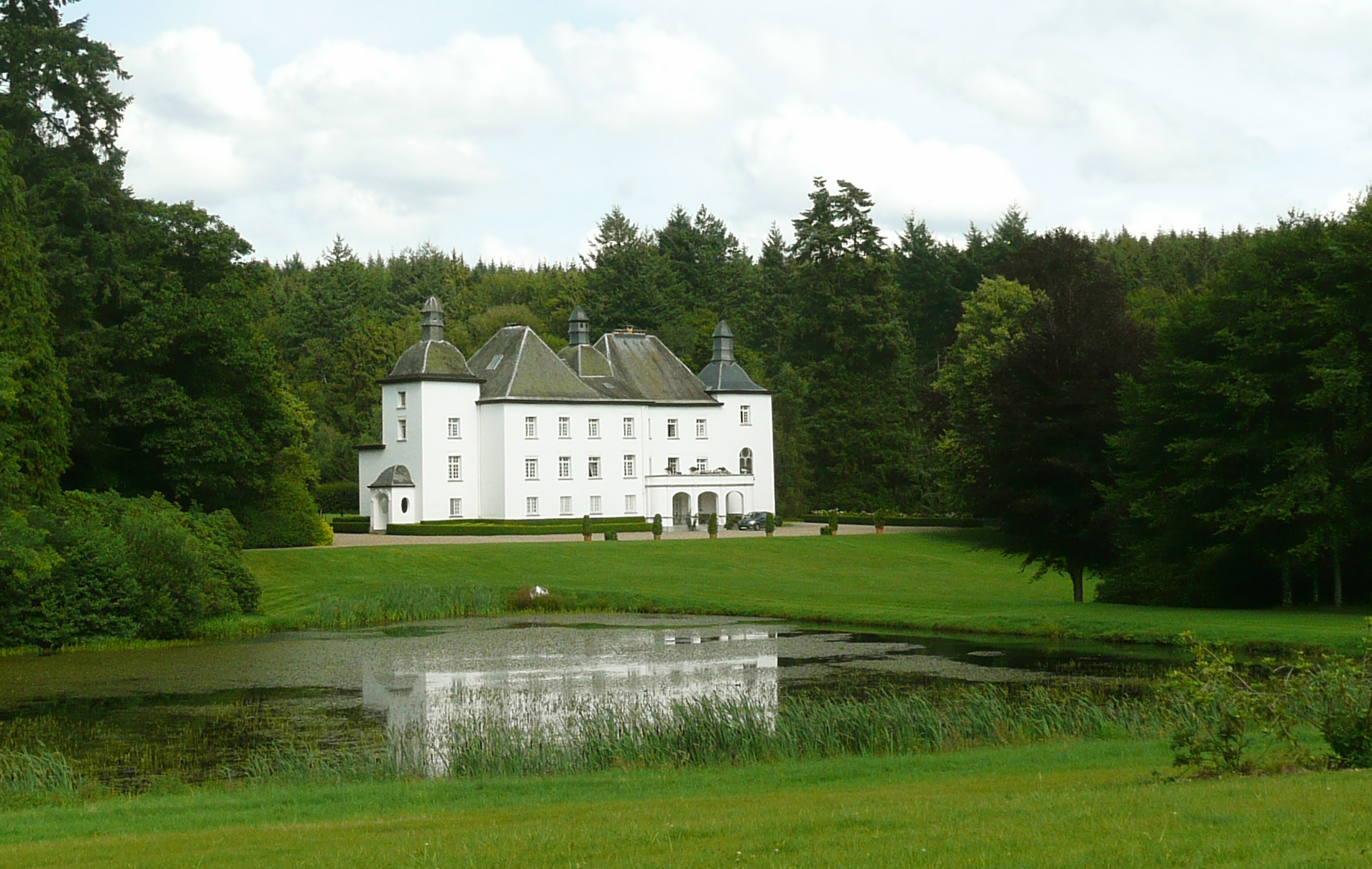
Lo Château de Losange, dimora della famiglia, nel 2012

Nel 1759 Jacques d'Udekem (1758-1829) acquisì la signoria d'Acoz per eredità. Fu il primo membro della famiglia a ottenere un titolo, venendo nominato barone nel 1819 da Guglielmo I dei Paesi Bassi.

### Epoca recente

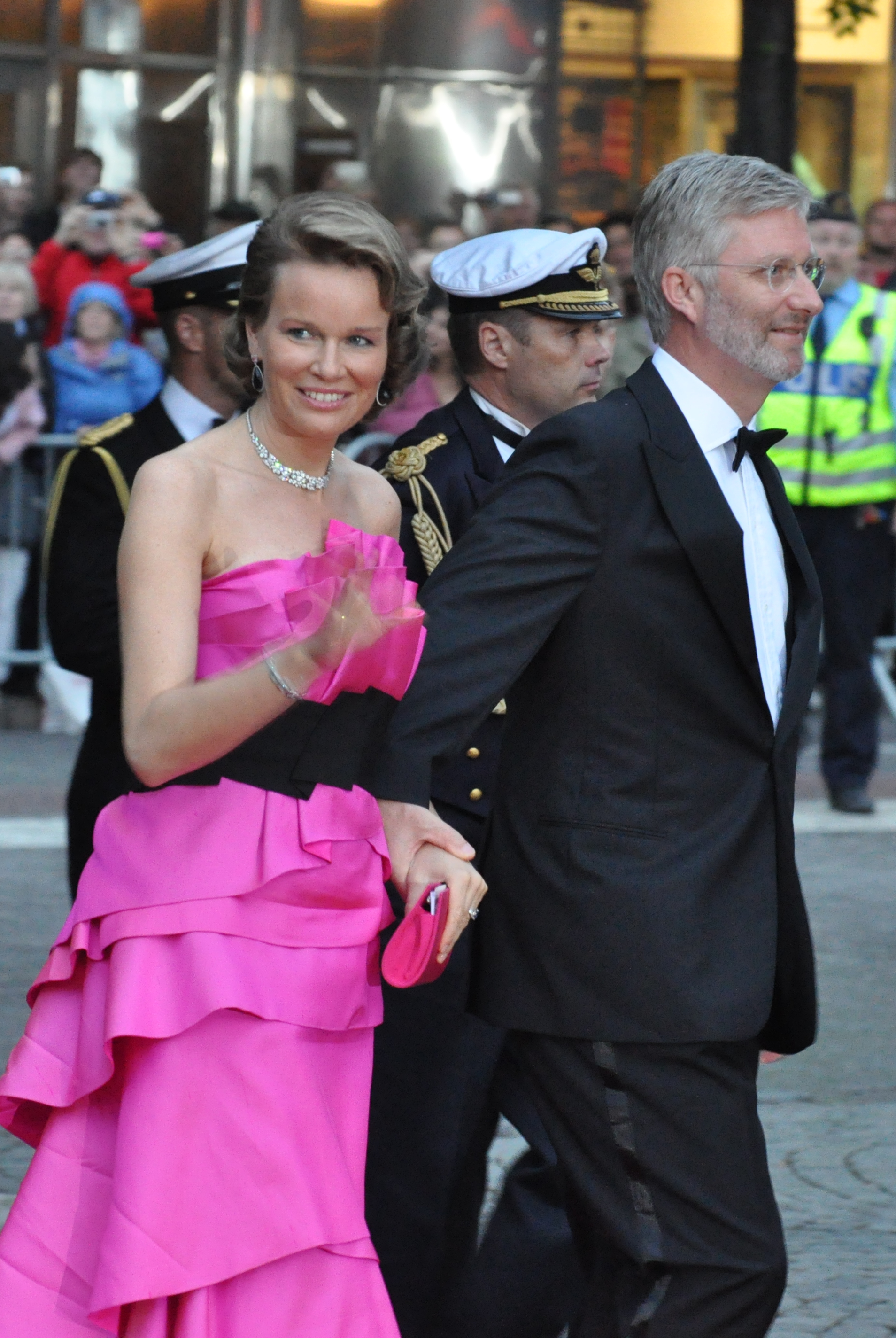
Filippo del Belgio e Mathilde d'Udekem d'Acoz a Stoccolma nel 2010

Fino al 1999, il capo della famiglia d'Udekem ricopriva il grado di barone. Dopo il matrimonio di Mathilde d'Udekem d'Acoz con il duca di Brabante, il re Alberto II estese il titolo ereditario di conte ai tre fratelli Henri, Raoul e Patrick d'Udekem d'Acoz e a tutti i loro discendenti. I membri della famiglia erano attivi in politica.